# Polychrysia chinghaiensis
Polychrysia chinghaiensis är en fjärilsart som beskrevs av Chou och Lu 1978. Polychrysia chinghaiensis ingår i släktet Polychrysia och familjen nattflyn. Inga underarter finns listade i Catalogue of Life.